# Granite Falls (Carolina do Norte)
Granite Falls é uma cidade  localizada no estado norte-americano de Carolina do Norte, no Condado de Caldwell.

## Demografia
Segundo o censo norte-americano de 2000, a sua população era de 4612 habitantes.
Em 2006, foi estimada uma população de 4603, um decréscimo de 9 (-0.2%).

## Geografia
De acordo com o United States Census Bureau tem uma área de
11,2 km², dos quais 11,1 km² cobertos por terra e 0,1 km² cobertos por água. Granite Falls localiza-se a aproximadamente 361 m acima do nível do mar.

## Localidades na vizinhança
O diagrama seguinte representa as localidades num raio de 12 km ao redor de Granite Falls.